# Alberto Löfgren
Albert "Alberto" Löfgren, född 11 september 1854 i Stockholm, död 30 augusti 1918 i Rio de Janeiro, var en svenskargentinsk botaniker.

## Biografi
Alberto Löfgren som ursprungligen var trädgårdselev, reste som preparater åt Hjalmar Mosén till Brasilien 1874. Efter Moséns hemresa 1876 stannade Löfgren kvar i Brasilien, då han såg rika möjligheter i att studera den brasilianska växtvärlden. Löfgren försörjde sig först som ingenjör vid São Paulo-järnvägen och sedan som lärare i Campinas. Han var flitigt verksam som botaniker och erhöll understöd av Anders Fredrik Regnell för sina studier. 1886–1898 var Löfgren föreståndare för både botaniska och meteorologiska avdelningen vid ett institut i São Paulo, Commissão Geographica e Geologica. samt ledde från 1898 den av Löfgren själv till stor del skapade botaniska trädgården vid Cantareira nära São Paulo. Han försökte ge trädgården en vetenskaplig prägel, men då de styrande var mer intresserade av att tillgodose praktisk försöksverksamhet, avgick han 1907 och ledde därefter ett tysk-brasilianskt företag för produktion av garvmedel ur akaciabark samt fick flera offentliga uppdrag. Bland annat deltog han 1910–1913 som sakkunnig i botanik och meteorologi i bekämpandet av torka i staten Ceará. Från 1914 var han föreståndare för växtfysiologiska avdelningen vid botaniska trädgården i Rio de Janeiro. Han deltog i grundandet av brasilianska vetenskapliga akademien och var även sekreterare där. Löfgren publicerade omfattande växtgeografiska och växtsystematiska undersökningar, främst knutna till Brasiliens växtvärld, och utgav även flera meteorologiska arbeten samt översatte flera vetenskapliga arbeten, särskilt botaniska, till portugisiska, bland annat från svenska och danska. Han sände betydande växtsamlingar, främst sötvattensalger och fanerogamer till Riksmuseet. Han algmaterial kom att bearbetas av Otto Nordstedt och Oscar Borge med flera. Han tilldelades 1895 Svenska Vetenskapsakademiens Linnémedalj. Algsläktet Loefgrenia kom att uppkallas efter honom. Löfgren var 1891–1905 svensknorsk och 1905–1914 svensk vicekonsul i São Paulo, från 1911 med konsuls titel.